# Heroes of Might and Magic V
Heroes of Might and Magic V est un jeu vidéo de stratégie au tour par tour  développé par Nival Interactive. Contrairement aux précédents épisodes de la série, le jeu est publié par Ubisoft qui a racheté la franchise Might and Magic en 2003. La version PC du jeu est sortie  en Europe le 16 mai 2006 puis en Amérique du Nord le 24 mai 2006. Le jeu a également été porté sur MAC par Freeverse Software.
Cinquième épisode de la série Heroes of Might and Magic, le jeu ne prend pas place dans le même univers médiéval-fantastique que ses prédécesseurs bien qu'il reprenne leur système de jeu. À sa sortie, il reçoit un accueil plutôt positif, poussant Nival Interactive à développer deux extensions : Hammers of Fate et Tribes of the East qui sont respectivement publiées le 14 novembre 2006 et le 12 octobre 2007. Depuis, Ubisoft a publié un nouvel épisode, développé par Black Hole Entertainment, qui est sorti le 13 octobre 2011.

## Trame

### Factions
Six factions sont disponibles, représentées chacune par leurs propres héros, créatures et cités : 

#### Havre
Le Havre est la faction des Humains. Cette faction est un grand classique de la série des HoMM et des clichés de l'heroic-fantasy. Elle comporte dans ses rangs des paysans, des archers, des chevaliers ou encore des anges.
La campagne du jeu présente le havre comme une faction empreinte de chevalerie et de piété, toujours prompte à lutter contre les créatures infernales, mais aussi fanatique et gardant une vision trop punitive et aveugle de la justice. Les humains vénèrent Elrath, Dieu-dragon de la lumière.

#### Nécropole
La Nécropole est la faction des Mort-vivants (ou "non-morts" dans la traduction française). Les héros de la nécropole utilisent la nécromancie pour lever des armées de mort vivants comme des zombies, des fantômes ou des dragons squelettes.
Cette faction est présentée comme destructrice et aveuglément obéissante à ses héros nécromanciens. Les Non-morts servent Asha, la Déesse-dragon primordiale, sous son aspect de l'Araignée de la Mort. Cependant, nombreux sont ceux qui se servent de ce culte comme d'une couverture pour leurs funestes actes...

#### Inferno
L'Inferno (enfer) est la faction des Démons. Ses armées hétéroclites se composent notamment de chevaux cauchemardesques, de succubes ou de diables, qui utilisent une technique magique appelée déphasage pour se multiplier.
L'Inferno est une entité destructrice et chaotique au service d'Urgash, Dieu-dragon du chaos, ennemi juré d'Asha.

#### Académie
L'Académie est la faction des Magiciens. En plus d'être passés maîtres dans l'art de la magie et de l'artisanat, les magiciens se battent avec des armées de gremlins, de djinns, de golems ou de titans. L'académie est la faction du savoir et de l'ordre, d'où sont d'ailleurs issus les Nécromanciens. Les magiciens ne vénèrent pas de Dieu-dragon.

#### Donjon
Le Donjon est la résidence des Elfes noirs. Dans leurs rangs, des assassins, des minotaures ou encore des dragons noirs.
Dans la campagne du jeu, le Donjon apparaît comme une faction très close, mais aussi ambitieuse et guerrière, servant Malassa, Déesse-dragon de l'ombre.

#### Sylve
La Sylve est la faction des Elfes. Dans ces cités construites autour d'arbres cohabitent fées, chasseurs et licornes. Les elfes sont plutôt pacifiques et recherchent l'harmonie, se servant de leur chance elfique pour se défendre contre leurs ennemis. Ils vouent un culte à Sylanna, Déesse-dragon de la terre, et c'est de cette race que sont issus les Elfes noirs.

### Synopsis

#### Campagne 1: La reine (l’émergence d'une reine)
Tandis que Nicolaï se rend au front, comme le fit son père 20 ans plus tôt, Isabel va lever une milice afin de lui prêter main-forte. Elle envoie le Chevalier Godric, l'oncle de l'empereur, dans les Cités d'Argent, afin de quérir l'aide des Magiciens. Béatrice, une religieuse de la Sainte Église du Dragon de la Lumière, Elrath, part quant à elle pour la Forêt d'Irollan, le royaume des Elfes. Isabel apprend qu'un Seigneur Démon nommé Agrael, veut essayer de vaincre les renforts des Elfes que Béatrice a convaincu de venir. Mais Isabel tombe dans un piège : les Démons l'attendent à la place des Elfes. Béatrice dévoile sa véritable identité : il s'agit en fait de Biara, une perfide Succube, au service du Souverain, Kha-Beleth. Agrael décide de ramener la reine à Sheog, le royaume-prison des Démons. Mais il fait cependant preuve de peu d’enthousiasme à ramener Isabel là-bas. Le Chevalier Godric revient à ce moment des Cités d'Argent, avec le refus de l'Archimage Suprême Cyrus sur les bras. Mais il doit mettre de côté sa colère envers les Magiciens pour secourir Isabel. Il la libère et ils se retranchent tous deux à Lande-Brune, le Havre de la région. Impuissante face aux Démons de plus en plus puissants, Isabel envoie Godric quérir l'aide de Nicolaï. Cependant, lorsque celui-ci arrive, il est surpris par Agrael, qui mène une très puissante armée. Nicolaï est vaincu et tué. Ses dernières volontés sont de confier ses pouvoirs à Isabel. Après la mort du père, celle du fils.

#### Campagne 2: Le Démoniste (le dilemme du Seigneur Démon)
Agrael doit s'enfuir de l'Empire du Griffon. Godric le pourchasse pour le meurtre du roi, mais le Seigneur Démon parvient à atteindre Sheog. Cependant, l'agent démoniaque apprend par son confrère Erathial, après un affrontement, que Kha-Beleth souhaite qu'on lui rapporte sa tête.
Recherché dans l'Empire et dans son propre pays, Agrael cherche un moyen de sauver sa peau. Accompagné par la Succube Biara, l'ancien bras droit du Souverain Démon décide de récupérer le Cœur du Griffon, un artéfact très puissant légué par Alexeï, le père de Nicolaï, à son fils. Après un difficile combat contre Veyer, un pion de Kha-Beleth, Agrael remporte le Cœur du Griffon. Il a alors une vision : un vieux Druide nommé Tieru lui demande de le rejoindre sur l'Île de Brûme-Dragon, dans la Mer Irisée, afin de lui parler d'une terrible menace pesant sur le monde. Après avoir traversé le Royaume d'Irollan, le pays des Elfes, et après avoir traversé la Mer Irisée, Agrael parvient non sans peine au terme de son périple. Tieru lui apprend qu'un Messie des Ténèbres devra bientôt voir le jour et qu'Isabel peut être impliquée dans ces plans, même si c'est involontaire. Agrael élimine Biara. Tieru explique à Agrael que le Cœur du Griffon ne fait en fait que renvoyer les Démons à Sheog. Puis enfin, le Druide purifie son visiteur du Démon. Cependant, Agrael sait qu'il ne va pas rester là à rien faire, tandis qu'Isabel est peut-être en grand danger.

#### Campagne 3: Le Nécromancien (Pacte avec les Non-Morts)
Tandis que la guerre a commencé et se propage déjà dans tout Ashan, la Nécropole va se mêler à ces sinistres évènements. Un Seigneur de la Mort nommé Markal cherche à assouvir sa vengeance envers ses frères Magiciens, qui l'ont chassé des Cités d'Argent il y a bien des siècles. Pour cela, il a un plan. Le Nécromancien traverse un territoire hostile, en échappant aux gardiens Magiciens qui protègent la région, et lève le siège d'une cité de l'Empire du Griffon, en repoussant les rebelles qui souhaitent voir Andreï, le neveu de feu Nicolaï, remplacer Isabel sur le trône. La reine lui accorde une audience durant laquelle Markal lui explique qu'il est capable de ramener le Roi Nicolaï à la vie. Isabel, fragilisée par la mort de son époux et fatigué de devoir lutter contre les rebelles, finit par lui accorder sa confiance. Main dans la main, Isabel et Markal attaquent les Cités d'Argent et récupèrent les artéfacts qui vont permettre de reforger la Couronne de la Liche, afin de ranimer Nicolaï. En vérité, Markal prend surtout plaisir à massacrer les Mages durant cette campagne d'invasion. Finalement, Godric comprend que le Nécromant cherche la domination et se révolte, sans succès : Markal parvient à reforger la Couronne, tout en en profitant pour tuer Cyrus, l'Archimage Suprême.

#### Campagne 4: le Sorcier (la naissance d'un Héros)
Un mystérieux Sorcier nommé Raelag décide de participer au tournoi qui va se dérouler pour décider du nouveau chef du clan des Sombre-Marques, un puissant clan d'Ygg-Chall, le royaume souterrain des Elfes Noirs. Il y met toute son intelligence et parvient à remporter le titre. Cependant, Raleag ne souhaite pas en rester là : le nouveau chef de clan se lance à la conquête des terres du Clan Noiréclats. Il rencontre d'ailleurs Shadya, une Elfe Noire qui devient son bras droit. Après une victoire éclatante, Raleag et sa coéquipière se lancent dans une aventure bien plus dangereuse : ils souhaitent asservir le clan des Âmebrisées, dirigé par la plus puissante famille d'Ygg-Chall. Durant la guerre, les Elfes Noirs de ce clan appellent des renforts démoniaques à l'aide. Mais, après de terribles batailles, Raelag et Shadya remportent la victoire. Cependant, le chef des clans apprend des démonistes Elfes Noirs que Kha-Beleth souhaite capturer Isabel, et que pour parvenir à ses fins, il envoie sur l'heure Veyer afin de la ramener. Raelag se précipite à travers un véritable labyrinthe souterrain et traverse Sheog afin de sauver la reine du Griffon. Avec l'aide de Shadya, il vainc Veyer et évite un véritable calvaire à Isabel. Cependant, il n'obtient aucun remerciement de la part de la jeune reine, qui part immédiatement avec Markal au hall des Héros, afin de ressusciter Nicolaï...

#### Campagne 5: Le Rôdeur (pour l'Honneur et l'Harmonie)
- Une cinématique se déclenche au lancement de la campagne. Elle montre la résurrection de Nicolaï, au terme d'un (très) court rituel, fruit de la Campagne du Nécromancien. Markal rappelle l'esprit du défunt roi. Soudain, celui-ci se lève de son lit de mort : au premier coup d'œil, le spectateur remarque, s'il a vu Nicolaï dans la cinématique de fin de campagne du Havre, que le revenant n'est pas "tout à fait" comme avant. C'est un légume aux yeux noirs et à l'armure quelque peu changée. Et désormais, c'est un vrai Seigneur Vampire, qui ne cherche qu'à se nourrir de la vie. De plus, Nicolaï est désormais facilement contrôlé par Markal, qui compte bien tourner cela à son avantage. Accablée par la nouvelle forme de son époux, Isabel "remet" le pouvoir à Markal, qui va jouer les intendants le temps qu'elle se rétablisse du choc. Ce que le Nécromancien va faire avec beaucoup de plaisir. Et la résurrection de Nicolaï (désormais Nikolaï, notez-le) va causer beaucoup de fil à retordre lors de la dernière mission de la campagne.*

Findan, alors plus un émissaire qu'un guerrier, est envoyé par Alaron, le Roi des Elfes, pour protéger les frontières d'Irollan contre les Nécromanciens, qui ont finalement lancé l'offensive. Mais celle-ci s'avère bien plus importante que prévu, et Findan part pour la région des Sables Brûlants, afin de rallier les Dragons d'Émeraude à la cause des Elfes, car les créatures ailées avaient quitté Irollan après la dernière guerre. Après avoir vaincu les Démons de la région, le Rôdeur ramène une vingtaine de Dragons d'Émeraude dans la grande Forêt. Cependant, l'heure n'est pas au repos, car Syris Thala, l'ancienne capitale et symbole de l'honneur des Elfes, est tombée aux mains de l'ennemi. Afin de récupérer la cité, Findan contre-attaque et au terme d'un difficile combat, reprend le contrôle de la vénérable Sylve. Hélas, aux nombreux morts s'ajoute celle du Haut-Roi. Alaron rend l'âme, mais confie ses dernières volontés au Rôdeur. Après avoir consolidé au mieux les fortifications de Syris Thala, Findan part pour l'Île de Brûme-Dragon, sans savoir qu'il emprunte le même chemin qu'Agrael quelques mois auparavant. La traversée est très périlleuse, et lorsque enfin le Rôdeur arrive à son objectif, il est confronté à des Démons. L'un de leurs chefs assassine même Tieru, avant que Findan ne puisse lui parler, puis s'enfuit. Heureusement, l'esprit du serviteur d'Asha lui confie un parchemin qui devrait débarrasser la future mère du Messie des Ténèbres de la souillure de Kha-Beleth. Car il la connait désormais : cette femme, c'est Isabel elle-même !
Findan revient en Irollan. Ses troupes défensives ont repris le territoire et les victoires s'enchaînent. Mais Nikolaï tient toujours le Sud sous son pouvoir. Le Rôdeur doit en plus envoyer le gros de l'armée elfique dans l'Empire du Griffon, et un messager nommé Gallan, avertir Zéhir, le fils de l'Archimage Cyrus, de la situation. La guerre contre le Seigneur Vampire est longue et meurtrière : pour en finir, Findan détruit tous les Dragons Spectraux de la région. La nuit éternelle est levée, et Nikolaï n'est plus protégée. Même sans cela, le combat demeure difficile. Pourtant, Findan l'emporte et offre le repos éternel au Roi Mort. L'invasion d'Irollan est terminée... mais elle recommencera bientôt, s'il n'agit pas rapidement !

#### Campagne 6: Le Magicien (Unis contre le Mal)
Tandis que Findan repousse l'invasion de son pays, Zéhir, le fils de Cyrus, décide de rendre l'indépendance à son pays. Il va donc utiliser ses incroyables talents et sa volonté de fer contre les Nécromanciens. Peu à peu, les Cités d'Argent retombent entre ses mains. Devant tant de triomphes, Zéhir ne veut pas s'arrêter là : il souhaite maintenant venger son père en tuant Markal et en s'en prenant à l'Empire tout entier. Il va le faire avec plus d'entrain encore lorsque Gallan, le messager du Rôdeur, lui raconte toute l'histoire sur le Messie des Ténèbres. Le nouvel Archimage commence son invasion du Griffon, mais il a rapidement besoin d'aide. Il libère donc Godric, le Chevalier renégat, et tous deux finissent par acculer Markal. Findan vient de vaincre Nikolaï et les rejoint. L'objectif est clair mais peu gagné d'avance : mort au Nécromancien. Le triumvirat attaque Bel-Zeri, la Nécropole où est bloqué Markal. En attaquant à tour de rôle une structure de la Larme d'Asha, la Garnison Maudite et le Cristal Noir. Finalement, malgré la puissance de l'intendant de l'Empire du Griffon, la force combinée des trois alliés porte un coup fatal à Markal. Le Nécromancien est vraiment mort.
La guerre continue. Isabel reste introuvable, mais plus pour longtemps. Les derniers Nécromanciens, tous réunis dans la région de Garde-Serre, sont rapidement vaincus. Les chevaliers de l'Empire continue la résistance, mais la guerre et la démence de la reine devient insupportable et la résistance n'est pas aussi terrible que prévu. Raelag et Shadya se joignent finalement au triumvirat dans leur quête. Enfin, l'assaut final arrive : la capitale est attaquée par le trio et Isabel se rend. Raelag lui avoue alors sa véritable identité : c'est Agrael, le Seigneur Démon, purifié de la main de Tieru. Il lui avoue ses sentiments amoureux, et Isabel se rend compte de ses terribles erreurs. Elle accepte donc le rituel. Mais l'issue de celui-ci est totalement inattendue : Shadya révèle son identité à son tour. Il s'agit de Biara, la Succube au service de Sheog. Elle s'enfuit en capturant Isabel. L'heure est grave. Heureusement, grâce au Cœur du Griffon, Zéhir, Findan, Godric et Raelag s'en vont pour le Royaume de Kha-Beleth. Après de longs et sanglants combats, ils parviennent jusqu'à l'antre du Souverain. La bataille qui s'ensuit est sans pareil, mais finalement, les Démons sont vaincus et les Héros s'en repartent pour Ashan avec Isabel, même s'ils n'ont pu empêcher la naissance du Messie des Ténèbres, introuvable.

#### Épilogue
Dans la cathédrale de Garde-Serre, Godric et sa reine discute de l'avenir de l'Empire, qui doit être reconstruit après la guerre. Mais Heroes 5 se termine sur une image qui laisse présager de nouvelles campagnes : les yeux de la Reine Isabel s'illuminent d'un rouge démoniaque, et elle parle déjà de ses plans pour une Église réformée...

## Système de jeu

### Fonctionnement
Pour plus d'informations sur le système de jeu de la série, se reporter à l'article Heroes of Might and Magic
Reprenant les principes des précédents épisodes qui ont fait son succès, HoMMV est un jeu de stratégie au tour par tour empruntant de nombreux éléments aux jeux de rôles.
Le concept est simple : chaque joueur possède au départ un château de la faction auquel il appartient, ainsi qu'un héros libre de se déplacer sur la carte du monde.
À chaque tour de jeu, le joueur peut construire des bâtiments ou recruter des armées dans son château. Le héros, quant à lui, explore la carte en combattant des créatures ennemies, ramassant des ressources nécessaires à l'expansion de son château et conquérant d'autres forteresses.
Face aux évolutions décriées de Heroes of Might and Magic IV, il revient à un système éprouvé dans les épisodes antérieurs : on ne peut plus utiliser ses héros sans une armée pour les accompagner, et vice versa. La gestion de ces héros a cependant été revue pour accentuer l'aspect jeu de rôle de leur gestion. La fréquence d'apparition des créatures dans votre château revient également à un rythme hebdomadaire et non plus journalier comme c'était le cas dans Heroes of Might and Magic IV
Le gameplay de Heroes of Might and Magic V est riche, en cela qu'il emprunte à beaucoup de genres vidéoludiques existants :
- La gestion des richesses de votre royaume et du développement de votre château emprunte beaucoup au jeu de gestion ainsi qu'au jeu de stratégie au tour par tour
- Le contrôle de votre héros, qui combat, ramasse des objets magiques et gagne de l'expérience rappelle quant à lui le fonctionnement d'un jeu de rôle
- Le système de combat, dans lequel deux armées s'affrontent au tour par tour est fortement emprunt du fonctionnement des jeux de tactique.

### Héros
Les compétences que les Héros acquièrent avec l'expérience sont très nombreuses, près de 200, variées et variables en fonction des factions.
La gestion des compétences dans HoMMV est en fait la principale évolution de cet opus. Comme dans les précédents volets, le joueur choisit une nouvelle compétence pour son héros à chaque niveau gagné. Cependant, les compétences ne sont plus linéaires comme auparavant mais sont désormais inter-dépendantes, chaque compétence en débloquant d'autres sur un modèle d'arbre de compétences.
La magie est toujours omniprésente, les sorts, souvent très spectaculaires, sont répartis en quatre écoles : 
- Magie de la Lumière (augmente les statistiques des créatures)
- Magie de l'Ombre (diminue les statistiques des créatures)
- Magie de la Destruction (inflige des dommages sur une zone d'effet ou sur une créature ciblée)
- Magie de l'Invocation (permet d'invoquer divers monstres)

On trouve également les Sorts d'Aventure, directement utilisables sur la carte pour invoquer un navire par exemple ou pour se téléporter.

### Multijoueur
HoMM V comprend un mode multijoueur, jouable jusqu’à huit joueurs humains. Il permet des affrontements hotseat, sur un seul PC, chaque joueur prenant place à son tour. On peut jouer en LAN (réseau local) et sur Internet. 
Deux nouveaux modes de jeu multijoueurs sont maintenant disponibles:
- le mode Fantôme. Dans ce nouveau mode, chaque joueur dispose d'un fantôme qu'il contrôle lorsque les autres joueurs sont en train de jouer leur tour. Le fantôme peut être utilisé pour explorer la carte d'aventure, mais il permet aussi de hanter des mines, de diminuer les caractéristiques des armées ennemies et de prendre le contrôle des créatures neutres. Ainsi, les temps morts entre les tours de chaque joueur sont fortement diminués.
- le mode duel : il permet de jouer juste un combat entre deux armées choisies par les joueurs parmi plusieurs presets.

## Développement
Après la faillite de 3DO en août 2003, la franchise Might and Magic est racheté par Ubisoft qui annonce avoir l’intention de faire développer un nouvel épisode de la série Heroes of Might and Magic sous la direction de Fabrice Cambounet. Bien que New World Computing ait déjà commencé à travailler sur le jeu à partir du moteur de Heroes of Might and Magic IV, Ubisoft décide de reprendre le développement à zéro afin de créer un jeu entièrement en trois dimensions. Le développement commence fin 2003 mais le jeu n’est officiellement annoncé qu’en mars 2005, Ubisoft prévoyant une sortie pour mars 2006. Le 23 janvier 2006, la béta ouverte du jeu commence et le 13 avril, Ubisoft publie une première version de démonstration du jeu. Le jeu est finalement publié le 16 mai en Europe puis le 24 mai en Amérique du Nord.

## Extensions
Après la sortie du jeu, Nival Interactive a développé deux extensions. La première, Hammers of Fate est publiée le 14 novembre 2006 et introduit notamment une nouvelle faction, les nains, et la deuxième, les renégats. Hammers of Fate inclut également trois nouvelles campagnes, de nouvelles créatures, de nouveaux artefacts et de nouveaux scénarios,.
La deuxième extension, baptisé Tribes of the East, est publiée le 12 octobre 2007 sous la forme d’un stand-alone. Comme la précédente, elle introduit une nouvelle faction, les orcs. Trois nouvelles campagnes, faisant suite aux évènements décrit dans Hammers of Fate, font également leur apparition ainsi de nouveaux artefacts, de nouveaux scénario et des améliorations de l’interface,

## Accueil
| Heroes of Might and Magic V |      |         |
| Média                       | Pays | Notes   |
| Eurogamer                   | GB   | 80 %    |
| Gamekult                    | FR   | 8/10    |
| Game Revolution             | GB   | B-      |
| GameSpot                    | US   | 82 %    |
| Jeuxvideo.com               | FR   | 17/20   |
| IGN                         | GB   | 78 %    |
| Joystick                    | FR   | 8/10    |
| Compilations de notes       |      |         |
| GameRankings                | US   | 78,93 % |
| MobyGames                   | US   | 81 %    |